# Giardia lamblia
Giardia lamblia, intestinalis o duodenalis es un protozoo flagelado perteneciente al orden Diplomonadida. Es parásito de varios mamíferos, incluyendo el ser humano. Vive en el intestino delgado y provoca una patología denominada giardiosis, giardiasis o lambliasis. 

## Morfología
- Presenta un tamaño inferior a 20 μm.
- Carece de ciertos orgánulos como son las mitocondrias y el aparato de Golgi, sin embargo, posee vestigios de estos orgánulos, como los mitosomas y un sistema de transporte similar al del aparato de Golgi.[1]
- Únicamente tiene un hospedador (monoxeno), es cosmopolita y tiene dos formas de vida en su ciclo vital:
  - Trofozoíto: presenta un tamaño en torno a 20 μm de longitud y 15 μm de ancho con una morfología piriforme y una simetría bilateral. Proyectada en un plano, se asemeja a una pera. Posee 8 flagelos, 2 anteriores, 2 posteriores, 2 ventrales y 2 caudales, cuya función es la motilidad celular. En la cara ventral presenta una estructura con forma de disco bilobulado, cuya función es permitir la fijación del parásito a la superficie del epitelio intestinal. En la cara dorsal y coincidiendo en posición con el disco bilobulado se sitúan dos núcleos ovalados con grandes endosomas. A lo largo de la superficie ventral se disponen unos elementos denominados cuerpos mediales, cuya función aún permanece desconocida. El trofozoito es la forma vegetativa que se alimenta y se reproduce.Quiste de Giardia con tinción de lugol.

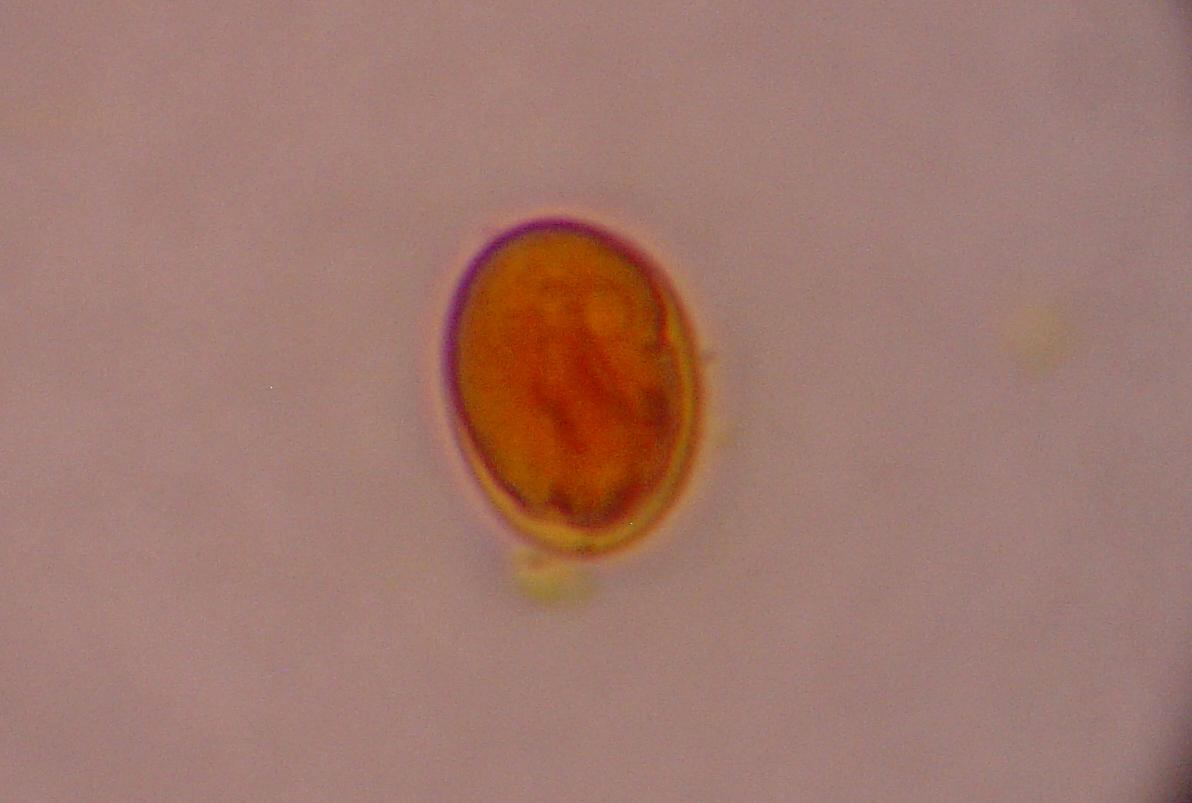
Quiste de Giardia con tinción de lugol.

  - Quiste: presenta un tamaño en torno a 15,4 μm de longitud y 9,7 μm de ancho con una morfología ovalada. Posee 4 núcleos que siempre aparecen dispuestos en alguno de los polos. No presenta flagelos, aunque se pueden apreciar los axonemas flagelares (restos de los flagelos) y los cuerpos mediales duplicados con respecto al trofozoito. La pared es transparente y muy resistente tanto a factores físicos como químicos. El quiste es la forma vegetativa infectante y de resistencia.
- Alimentación por fagocitosis y pinocitosis del contenido intestinal a través de la superficie dorsal.

## Ciclo vital e infección

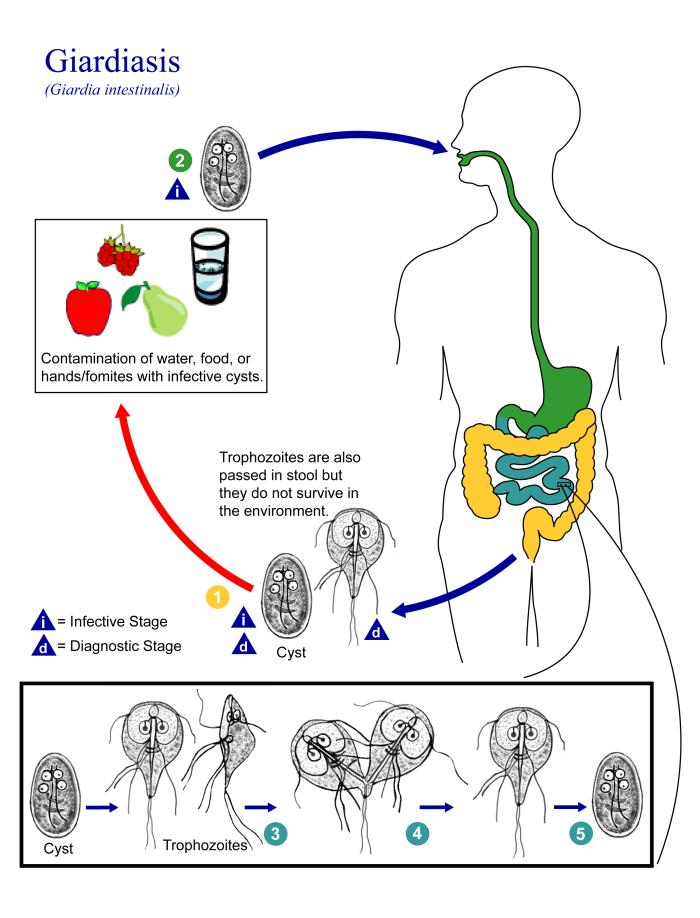
Ciclo vital de Giardia lamblia.

Giardia lamblia vive en forma de trofozoito en la luz del intestino delgado (principalmente en el duodeno) adherido a las vellosidades intestinales por medio de los discos bilobulados. Se alimenta y se reproduce hasta que el contenido intestinal inicia el proceso de deshidratación, momento en el que comienza el enquistamiento del trofozoito. Pierde los flagelos, adquiere una morfología ovalada, se rodea de una pared quística y  madurez. Los quistes expulsados junto a las heces ya son infectantes. Cuando dichos quistes son ingeridos por un nuevo hospedador, llegan al duodeno, donde se disuelve la pared quística, dando así lugar a un individuo tetranucleado que se divide inmediatamente en dos trofozoitos binucleados que se anclan al epitelio intestinal, cerrando así su ciclo vital.

## Patogenia
La patología originada por G. lamblia se debe principalmente a los efectos que causan la acción mecánica de adherirse y fijarse al epitelio intestinal. Dichos efectos producen una alteración de las microvellosidades, que disminuyen su superficie de exposición al ser engrosadas, y esto conlleva la aparición de diversas alteraciones fisiológicas más o menos graves, según el mayor o menor deterioro del proceso de absorción. Cabe mencionar que la sustracción de alimento producida por el parásito no parece ser relevante en la patogénesis. La patogenicidad también se ve muy influenciada por el tipo de cepa y el estado inmunitario del hospedador y es totalmente aeróbica.

## Sintomatología
Los síntomas producidos por una giardiasis pueden ser desde inexistentes hasta presentar una sintomatología grave. En caso de que la infección curse con síntomas, estos aparecen tras un período de incubación que dura en torno a 1-3 semanas, y consisten principalmente en diarreas mucosas, sin restos de sangre y meteorismo, dolor abdominal y anorexia (síntoma). 
En los casos más severos se puede llegar a producir el síndrome de malabsorción, debido a la destrucción de las células epiteliales del intestino delgado. Esto obliga a un constante reciclaje de los epitelios con células inmaduras, que aún no son capaces de absorber o digerir ciertas moléculas, lo que determina una malabsorción de lípidos, glúcidos y proteínas. Está caracterizada por la aparición de esteatorrea (heces grasas y copiosas) y, posteriormente, de deficiencias proteicas y vitamínicas (sobre todo vitaminas liposolubles).
La duración de la fase aguda de la infección es de unos 3 o 4 días y va desapareciendo a medida que actúa el sistema inmunitario del hospedador a través de los linfocitos T. En algunos individuos, principalmente aquellos inmunodeficientes, la enfermedad puede hacerse crónica, pudiendo prolongarse los síntomas durante años.
También es frecuente la presencia de flatulencias, eructos, náuseas, vómitos, distensión abdominal y retortijones.

## Tratamiento
Las infecciones humanas son tratadas convencionalmente con metronidazol, tinidazol o nitazoxanida. Aunque metronidazol es la primera opción de tratamiento, es mutagénico en bacterias y carcinogénico en ratones, por lo que debe ser evitada en el embarazo.
| Fármaco      | Duración del tratamiento | Posibles efectos secundarios                                         |
| ------------ | ------------------------ | -------------------------------------------------------------------- |
| Metronidazol | 5-7 días                 | Sabor metálico; náusea; vómitos; mareos; cefalea; neutropenia        |
| Tinidazol    | Dosis única              | Sabor metálico; náusea; vómitos; mareos; cefalea                     |
| Nitazoxanida | 3 días                   | Dolor abdominal; diarrea; vómitos; cefalea; decoloración de la orina |

Tabla adaptada de Huang, White.

## Profilaxis
La principal medida de profilaxis es hervir y/o filtrar el agua, cuando no se esté seguro de su procedencia. El tratamiento de agua para impedir infecciones por Giardia suele implicar procesos de filtración de alta eficiencia; la Giardia es resistente a la desinfección química por cloración, por lo cual debe prestarse especial cuidado a los procesos de floculación y filtración de tratamiento de aguas, los cuales se deshacen efectivamente de muchos parásitos y quistes, así como la desinfección por radiación ultravioleta, la cual es muy efectiva en la inactivación de este parásito.

## Epidemiología
Aunque su distribución es mundial, solo es endémica en los países con condiciones sanitarias deficientes. La prevalencia de la giardiasis varía entre el 1 % y el 60 % según la región y está directamente relacionada con las condiciones sanitarias. Su incidencia es mayor en niños debido a su predisposición a ingerir alimentos o líquidos sin control. Se estima que unos 200 millones de seres humanos son infectados anualmente por este parásito.

## Reseña histórica
Giardia lamblia fue el primer parásito microscópico demostrado en la especie humana, descubierto por Anton van Leeuwenhoek al parecer cuando observaba con el microscopio una muestra de su materia fecal. Pero fue hasta 1882 que Kunster creó el nombre genérico de Giardia para designar a protozoos flagelados que observó en el intestino de batracios. Más tarde, Alexeif señaló que la especie encontrada en el hombre pertenecía a este género. En 1888, Blanchard había sugerido que el parásito fuera denominado lamblia para honrar a Lambl, investigador checo que lo redescubrió 200 años después de Leeuwenhoek, nombre utilizado todavía en la mayor parte de los países de Europa Oriental. En 1915, atendiendo al criterio de prioridad, Stiles propuso la unificación de la terminología con la designación binominal de Giardia lamblia.